# Fotofòbia
La fotofòbia és l'aversió a la llum per la molèstia o dolor que causa. Pot ser causada per afeccions oculars (conjuntivitis, uveïtis) o encefàliques (meningitis).